# باول تانغ
باول تانغ (بالهولندية: Paul Tang)‏ هو اقتصادي وسياسي هولندي، ولد في 23 أبريل 1967 في هولندا. حزبياً، نشط في حزب العمل. وقد انتخب عضو مجلس نواب هولندا ‏ (1 مارس 2007 – 17 يونيو 2010) وفي انتخابات البرلمان الأوروبي 2014، انتخب عضو في البرلمان الأوروبي عن دائرة هولندا (دائرة انتخابية للبرلمان الأوروبي) لترشحه ضمن  قائمة حزب العمل، وقد انضم خلال فترته النيابية (1 يوليو 2014 – )  للكتلة البرلمانية التحالف التقدمي للاشتراكيين والديمقراطيين.